# 160
160 (CLX) var ett skottår som började en måndag i den julianska kalendern.

## Händelser

### Okänt datum
- I Rom börjar man tillverka tvål av talg, lime och aska.
- Appianus skriver Ρωμαικα (Romersk historia), i vilken han beskriver varje lands historia fram till den romerska erövringen.
- De första buddhistmunkarna kommer till Kina.

## Födda
- Tertullianus, kristen skriftställare (möjligen detta år)

## Avlidna
- Suetonius, romersk historiker
- Markion av Sinope, kättare (möjligen död detta år)
- Valentinus, gnostisk-kristen ledare, möjligen författare till Sanningens evangelium (död på Cypern möjligen detta år)